# Данієл Премуш
Данієл Премуш  (хорв. Danijel Premuš, 15 квітня 1981) — хорватський та італійський ватерполіст, олімпійський медаліст. Премуш має подвійне громадянство. На Афінській олімпіаді він виступав за Хорватію, на Лондонській — за Італію.

## Виступи на Олімпіадах
| Олімпіада   | Дисципліна | Місце |
| ----------- | ---------- | ----- |
| Афіни 2004  | водне поло | 10    |
| Лондон 2012 | водне поло | 2     |